# پردازنده سیگنال دیجیتال

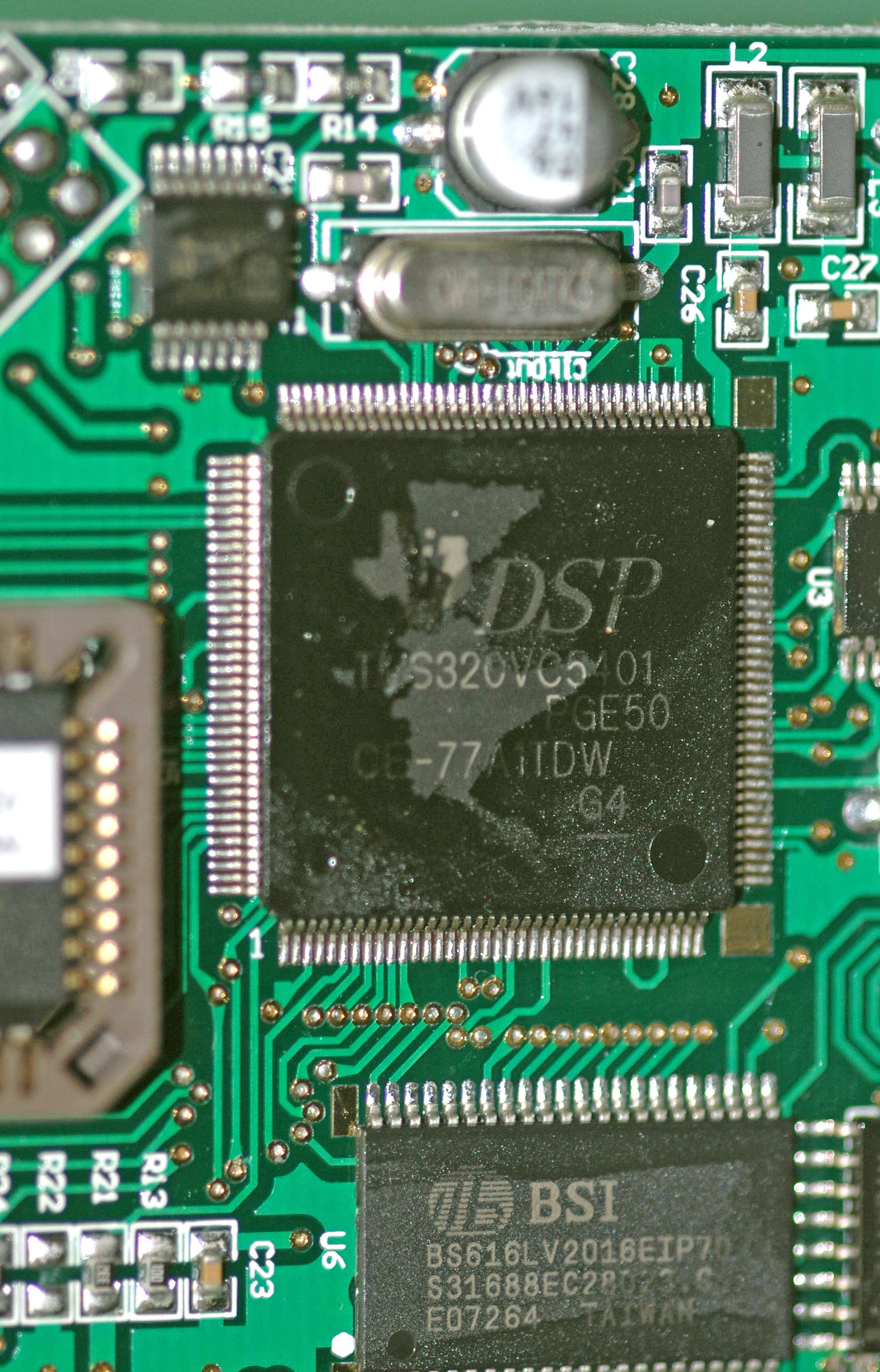
یک تراشه DSP

پردازنده سیگنال‌های دیجیتال (به انگلیسی: DSP یا Digital Signal Processor)، ریزپردازنده یا مجموعه مداری که بر روی سیگنال‌های دیجیتالی ورودی بر اساس الگوریتم تعریف شده پردازش خاصی را انجام می‌دهد؛ مثلاً در دوربین دیجیتال، اطلاعات خام خروجی از حسگرتصویر و مبدل آنالوگ به دیجیتال را دریافت کرده و تصویر قابل نمایش در صفحه نمایشگر یا قابل انتقال به کامپیوتر را تشکیل می‌دهد.
سیگنال دیجیتال، سیگنالی است که هم از نظر زمان رخداد و هم از نظر مقدار در بازهٔ خاصی محدود شده باشد. سیگنال دیجیتال در مقابل سیگنال آنالوگ تعریف می‌شود، که در آن حدودی برای پارامترهای یادشده تعریف نمی‌شود. سیگنال دیجیتال از نظر ریاضی، سیگنالی است که فقط از صفرها و یک‌های منطقی تشکیل شده باشد. این یک‌ها و صفرها ممکن است به شیوه‌های مختلفی نشان داده شوند که به این شیوه، کدینگ سیگنال گویند.
الگوریتم‌های پردازش دیجیتال، عملاً نیاز به انجام اعمال ریاضی زیاد روی داده‌ها با سرعتی بالا و پی‌درپی دارند.
سیگنال‌ها (احتمالاً از گیرنده‌های صدا یا تصویر) پیوسته از آنالوگ به دیجیتال تبدیل شده، به‌صورت دیجیتال بکار برده و تغییر می‌کنند و سپس دوباره به فرم آنالوگ همان‌طور که در دیاگرام زیر قابل مشاهده است، تبدیل می‌شوند.
بسیاری از برنامه‌های DSP، بخاطر تأخیر کار سیستم با مشکل مواجه می‌شوند؛ چون عملیات DSP باید در زمان ثابت کامل شود و پردازش نمی‌تواند به تعویق بیفتد.
بیشتر پردازنده‌های عمومی-کاربرد و سیستم‌عامل‌ها می‌توانند الگوریتم‌های DSP را با موفقیت انجام دهند اما برای دستگاه‌های قابل حملی همچون تلفن همراه و PDA بخاطر مصرف برق زیاد و اندازه بزرگ مناسب نیستند.
یک پردازنده سیگنال دیجیتال، راه‌حل نسبتاً کم‌هزینه‌ای، با اجرای بهتر، تأخیر کمتر و بی‌نیاز از خنک‌کننده و باتری‌های بزرگ می‌باشد.

## پردازنده سیگنال دیجیتال
یک پردازنده سیگنال دیجیتال یک ریزپردازنده‌ ویژه است با معماری خاصی که برای نیازهای قابل استفادهٔ پردازش سیگنال دیجیتال بهینه شده‌است. از اهداف پردازنده‌های سیگنال دیجیتال می‌توان به اندازه‌گیری، فیلتر و/یا فشرده‌سازی سیگنال‌های آنالوگ پیوستهٔ دنیای واقعی اشاره کرد. از اهداف کلی ریزپردازنده‌ها این است که می‌توانند الگوریتم‌های پردازش سیگنال‌های دیجیتال را با موفقیت اجرا کنند؛ ولی پردازنده‌های سیگنال دیجیتال مخصوص کارایی بهتری دارند بنابراین برای وسیله‌های قابل حمل مثل تلفن همراه به خاطر محدودیت در توان مصرفی مناسب تر می‌باشند. پردازنده‌های سیگنال دیجیتال اغلب از معماری‌های ویژه برای حافظهٔ خود استفاده می‌کنند که می‌توانند داده‌ها و/یا دستورالعمل‌هایی را به‌طور هم‌زمان بگیرند.

## مرور کلی
الگوریتم‌های پردازش سیگنال دیجیتال، به‌طور معمول به تعداد زیادی عملگرهای ریاضی که بر روی داده‌های نمونه، با سرعت و تکرار انجام می‌شوند، نیازمند است. سیگنال‌های گرفته شده از صوت و تصویر به‌طور مداوم از آنالوگ به دیجیتال تبدیل می‌شوند، به صورت دیجیتال دستکاری می‌شوند، سپس به فرم آنالوگ تبدیل می‌شوند. بیشتر برنامه‌های پردازش سیگنال دیجیتال قیودی برای latency دارند. عمل پردازنده‌های سیگنال دیجیتال باید در زمان مشخصی به پایان برسد و پردازش‌هایی که بعد از این زمان انجام می‌شوند، قابل دوام نیستند. بیشتر ریزپردازنده‌‌های عمومی و سیستم‌های عامل می‌توانند الگوریتم‌های پردازنده‌ سیگنال دیجیتال را با موفقیت اجرا کنند، ولی برای وسایل قابل حمل مثل موبایل و … به خاطر محدودیت توان مناسب نیست. اگر چه پردازنده‌های سیگنال دیجیتال خاص، تمایل دارند راه‌حل‌هایی با هزینهٔ کمتر، کارایی بالاتر، تأخیر زمانی کمتر و البته بدون نیاز به انرژی الکتریکی زیاد تولید کنند.